# Józefy (Grande-Pologne)
Pour les articles homonymes, voir Józefy.
Józefy est une localité polonaise de la gmina de Szamocin, située dans le powiat de Chodzież en voïvodie de Grande-Pologne.